# Estació de Mira-sol
Mira-sol és una estació de ferrocarril propietat de Ferrocarrils de la Generalitat de Catalunya (FGC) situada al districte de Mira-sol de la població de Sant Cugat del Vallès a la comarca del Vallès Occidental. L'estació es troba a la línia Barcelona-Vallès per on circulen trens de les línia suburbana S1.
L'estació es va inaugurar l'any 1948 en el tram de ferrocarril entre Sant Cugat Centre i Rubí construït el 1918, per part de l'empresa Ferrocarrils de Catalunya (FCC) que estava ampliant el Tren de Sarrià cap al Vallès.
Aquesta estació s'ubica dins de la tarifa plana de l'àrea metropolitana de Barcelona, qualsevol trajecte entre dos dels municipis de l'àrea metropolitana de Barcelona valida com a zona 1. L'any 2019 va registrar l'entrada de 744.762 passatgers.

## Serveis ferroviaris
| Línia Barcelona-Vallès de FGC |                   |       |                  |                         |
| Procedència/Destinació        | <                 | Línia | >                | Procedència/Destinació  |
| Barcelona - Pl. Catalunya     | Sant Cugat Centre |       | Hospital General | Terrassa Nacions Unides |